# Penkridge
Penkridge – miasto w Anglii, w hrabstwie Staffordshire, w dystrykcie South Staffordshire. Leży 10 km na południe od miasta Stafford i 192 km na północny zachód od Londynu. Miasto liczy 7000 mieszkańców.